# Андреа Дория (линеен кораб, 1913)
Андреа Дория (на италиански: Andrea Doria, D'Oria) е италиански линеен кораб от времето на Първата световна война. Главен кораб на едноименния тип линейни кораби. Участва и в двете световни войни, от 1937 до 1940 година е модернизиран. Службата си носи до 1956 г.

## Строителство
Строителството на кораба се води от корабостроителницата на компанията „Арсенале Милитаре“ в град Специя. Линкорът е заложен на 24 март 1912 г., а година по-късно, на 30 март 1913 г., той е тържествено спуснат на вода. Този линкор носи името си в чест генуезския адмирал Андреа Дория. В състава на флота влиза официално на 13 март 1916 г., в разгара на Първата световна война.

## История на службата

### Първа световна война
Корабът влиза в състава на флота заедно с линкора „Кайо Дуилио“, негов „брат-близнак“. Службата си започва в 1-ви учебен морски дивизион, бидейки в същото време и флагмански кораб на италианския флот. В годините на войната той преимуществено престоява в пристанището на Таранто, обаче известно време се базира на остров Корфу. Действа в Южна Адриатика и в Черно море. В морето, за времето на войната, той има 70 ходови часа, с още 311 часа в изпълнение на някои задания и преходи, но няма непосредствено участие в боевете.

### Помощ за Бялото движение в Русия. Конфликтът на Корфу
След завършването на войната, на 10 ноември 1918 г. двата линкора от типа „Андреа Дория“ и още един линкор („Джулио Чезаре“) пристигат на остров Корфу за поредните учения. На 9 юни 1919 г. „Андреа Дория“ и „Кайо Дуилио“ пристигат в Константинопол, като част от италианската делегация, участваща в обсъждането на разделянето на победената Османска империя и разпределянето на зоните на влияние. Италия защитава своите интереси в зоната на Измир, където се базира италианския корпус, оказващ помощ на Бялото движение в Русия. „Андреа Дория“ и „Кайо Дуилио“ влизат в състава на 2-ри дивизион от Левантската морска команда: първият кораб трябва да оказва помощ на Белите в Севастопол, а втория – да помога на грузинските войски в Батуми. Скоро „Кайо Дуилио“ отплава за Смирна, където на 9 септември неговото място заема „Джулио Чезаре“, а на 9 ноември „Андреа Дориа“ напуска Босфора и се връща отначало в Таранто, а след това в Специя. В края на 1920 г. „Андреа Дория“ и „Кайо Дуилио“ отново се отправят на бой: в разгара си е Фиумският конфликт. Линкорите организират морската блокада на град Фиуме и извършват артилерийски обстрел над града, който влиза в историята под името „Кървавата Коледа“. В хода на конфликта града преминава към Италия, и този му статус е закрепен с Рапалския договор.
През 1923 г. „Андреа Дория“, „Кайо Дуилио“ и „Конте ди Кавур“ отново са изпратени в боен поход: този път към остров Корфу, където текат боеве с гръцките войски. Линкорите са изпратени срещу тях като отмъщение за разправата над италианците в Янина. На 27 август 1923 г. генерал Телини, заедно с италианската делегация, който е изпратен по решение на Конференцията на Посланиците за разрешаването на въпроса по повод албано-гръцката граница, са разстреляни от гръцки войници от засада. Италианското правителство настоява от Гърция да се извини и да допусне италианските кораби в пристанището на Атина, но, не без да дочака отговор, издава заповед да се изпрати италианска ескадра към Корфу. На 29 август 1923 г. корабите разрушават старинния форт на остров Корфу, и гърците скоро незабавно приемат корабите в порт Фалерон недалеч от Атина. На 30 септември 1923 г. „Андреа Дория“ се връща в Таранто. Сред всички останали церемонии, в които участва линкорът, има и среща с испанското кралско семейство.

### Първа модернизация
От 1919 до 1924 г. „Андреа Дория“ е в първата си модернизация: на него са поставени допълнителни оръдия калибър 76 мм, а някои от оръдията 50 калибър са заменени с по-ефективните оръдия 40 калибър. От 1925 г. на кораба има тринадесет 305-мм основни оръдия, шест 76-мм зенитни оръдия (по три на борд), две зенитни картечници Vickers. Също е усилено бронирането на кораба, а също така е поставена нова система за насочване на оръдията. През 1925 г. на линкора, в качеството на експеримент, на капитанския мостик е разположена неголяма площадка, откъдето излита и където се приземява разузнавателен хидросамолет „Маки М-18“. През 1926 г. там е поставен и катапулт за пуск на самолети.

### Плавания в Източното Средиземноморие
През 1925 г. обновеният кораб се насочва за Лисабон по случай 400 годишнина от раждането на Васко да Гама, като се връща на 7 февруари в Специя за допълнителен ремонт. През юни той се връща в строй и взема участие в летните военни маневри, показвайки най-добра скорост и отлично качество на стрелбите. На 5 ноември той се насочва към крайбрежието на Сирия начело на ескадра разрушители за евакуацията на италианските граждани, тъй като там бушува антифренско въстание, в автономията Джабал ал Друз. На 12 декември линкорът напуска Сирия, пристигайки на 5 януари 1926 г. в Специя и посещавайки по пътя си портовете в Патмос, Калино, Коо, Лимасол, Яфа, Александрия, Тобрук и Бенгази.
От 1926 до 1927 г. „Андреа Дория“ взема участие в ученията близо до Остия. През септември 1927 г. той посещава Задар, през 1928 г. посещава портове Занте, Фалерон и Аргостоли, през 1929 г. посещава Киренайка, портове в Египет, Палестина и Турция, а също извършва плаване в Егейско море. В периода 1930 – 1931 г. той отново плава в Източното Средиземноморие, посещавайки Додеканезите и Либия. През август 1932 г. е изведен в резерва. На 27 март 1937 г. той е пребазиран в Триест, където на 8 април започват работите по основната реконструкция на линкора.

### Втора модернизация
Модернизацията започва веднага след като аналогична работа започва по линкора „Кайо Дуилио“. В хода на модернизацията с малко са увеличени размерите на кораба (така например дължината нараства с около 10 м), поставена е нова енергитична установка, чиято мощност е три и половина пъти по-голяма, а също така е усилено бронирането и въоръжението. Вместо старите 305-мм оръдия са поставени по-мощни 320-мм оръдия. Значително е усилено зенитното въоръжение за сметка на многочислени оръдия калибър 20 и 37 мм, което придава на кораба заплашителен и футуристичен вид. Скоростта на кораба нараства до 27 възела, а екипажът до 1495 души.

### Втора световна война и изваждане от ВМС
„Андреа Дория“ е готов за служба на 15 юли 1940 г. На 26 октомври 1940 г. е зачислен в състава на 5-а дивизия линкори. От 9 февруари до 10 февруари 1941 г. той е привлечен към издирванията на британското съединение „Ейч“, които завършват безрезултатно. Той се намира в готовност за тръгване от Таранто, когато се разгаря сражението при нос Матапан, обаче поради ниската си скорост на хода линкорът не пристига навреме там. От 13 декември до 19 декември „Андреа Дория“ участва в операции по прикритие на северноафриканския конвой по време на боевете в залива Сирт, вечерта на 17 декември, но поради голямата дистанция не открива огън. Впоследствие, поради дефицита на гориво, кораба престава да излиза в открито море. В средата на 1942 г. е изваден в резерв и частично е разкомплектован, но в началото на юни на следващата година се връща в състава на флота (корабът след ремонта става флагман на 5-а дивизия).
На 9 септември 1943 г. корабът от Таранто, по заповед на командването на съюзниците, е преведен в Малта, а на 8 юни 1944 г. е пребазиран в Аугуста и става първият италиански линкор, излязъл в морето след интерниране. Впрочем, съюзниците не са заинтересувани от използването на линкора за своите операции: уговорките на италианските адмирали да се преведат съдовете като помощ в Тихоокеанските операции са безрезултатни. В крайна сметка на 14 март 1945 г. кораба се връща в Таранто, където до края на службата се използва като учебен кораб. На 1 ноември 1956 г. е изключен от списъците на флота, а две години по-късно е предаден за скрап.